# Фортеця Шаорі
Фортеця Шаорі (груз. შაორის ციხე, латиніз.: tr) — мегалітична споруда бронзової доби в Ахалкалакському муніципалітеті південного грузинського мхаре Самцхе-Джавахеті. Циклопічна кладка, побудована з використанням техніки сухої кладки, має незвичний архітектурний план — ромбоподібний з круглими пробілами. Споруда розташована на однойменній скелястій горі, на висоті 2752 м над рівнем моря, в горах Малого Кавказу, на північний захід від озера Паравані. Фортеця внесена до списку Культурних пам'яток національного значення Грузії.

## Архітектура

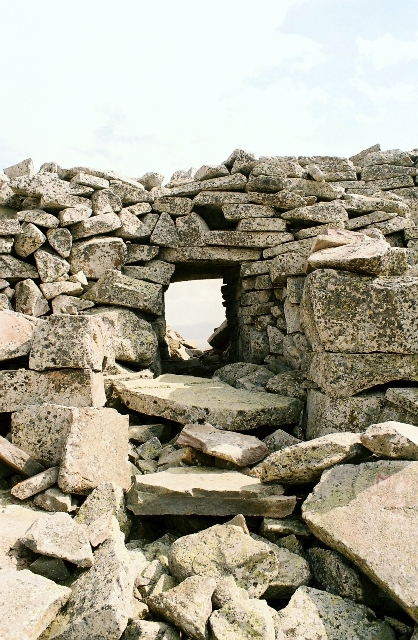
«Стріла» в цитаделі Шаорі

Фортеця Шаорі, раніше відома також як Короґлі (від тюркського Короґлу), має багато спільних топографічних та архітектурних особливостей із фортецею Абулі — іншим великим городищем циклопічної форми, який стратегічно розташований в районі озера Паравані.
Фортеця Шаорі побудована з великих базальтових блоків, без використання розчину. Вона складається з двох частин, кожна розташована на вершині крутої гори. Центральна частина являє собою неправильний прямокутник, побудований на найвищій площі, до нього можна дістатися зі сходу через ворота розміром в 1 м в ширину і 1,3 м у висоту. Розташування та просторова організація Шаорі вказує на те, що фортеця, малоймовірно, була центром проживання. Радше, вона могла використовуватися у релігійних цілях.

## Історико-археологічні передумови
Фортеця Шаорі вперше з'являється у літературних джерелах із географії початку XVIII століття грузинського вченого князя Вакушті. Леон Меліксет-Бек був першим, хто в 1938 році намагався систематично вивчити монолітні пам'ятки Грузії, включаючи Шаорі.
У Шаорі не проводилось жодних археологічних розкопок, що ускладнює точне датування та приписування пам'ятки якійсь конкретній культурі. Спостерігається подібність з будівельною технікою та матеріаліми триалетських курганів, що вказує на першу половину ІІ тисячоліття до нашої ери як на можливий період будівництва.
Взагальному поширення циклопічних фортець є археологічним свідченням соціальних змін на Південному Кавказі в середньо-пізню бронзову добу, що відображає соціальну диференціацію і появу владних еліт. Ці фортеці зазвичай будувались на крутих схилах гір. Розподіл поселень і культурний матеріал свідчать про те, що особи, які керували цими фортечними спорудами, здійснювали контроль над орними землями й ресурсами, але вони, можливо, також забезпечували економічні та оборонні функції для своїх територій в глиб регіону.

## Див. також

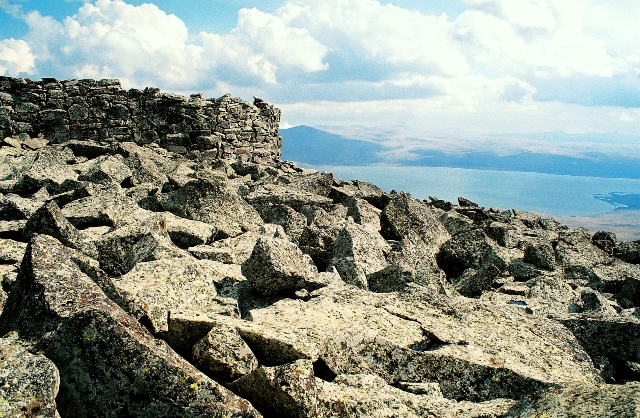
Фортеця Шаорі